# Little Shelford
Pour les articles homonymes, voir Shelford.
Little Shelford est une paroisse civile et un village du Cambridgeshire, en Angleterre.